# Corea del Sur en los Juegos Paralímpicos de Heidelberg 1972
Corea del Sur estuvo representada en los Juegos Paralímpicos de Heidelberg 1972 por ocho deportistas, siete hombres y una mujer.

## Medallistas
El equipo paralímpico surcoreano obtuvo las siguientes medallas:
| Nombre                           | Deporte       | Evento                                                 |
| -------------------------------- | ------------- | ------------------------------------------------------ |
| Oro                              |               |                                                        |
| Choi Tae-Am                      | Tenis de mesa | Individual 2 masculino                                 |
| Song Sin-Nam                     | Tenis de mesa | Individual 1B masculino                                |
| Equipo                           | Tenis de mesa | Equipo 4 masculino                                     |
| Cho Keum-Im                      | Tiro con arco | Ronda St. Nicholas paraplejia femenino                 |
| Plata                            |               |                                                        |
| Cho Keum-Im Kim Keun-Soo         | Dartchery     | Dobles clase abierta mixto                             |
| Cho Keum-Im Heo Yong Lee Hae-Sik | Tiro con arco | Ronda St. Nicholas por equipos paraplejia mixto        |
| Bronce                           |               |                                                        |
| Kim Keun-Soo                     | Tiro con arco | Disctancia corta ronda Western clase abierta masculino |